# 貝爾法斯特都市區
貝爾法斯特都市區（英語：Belfast Metropolitan Area）是位於英國北愛爾蘭的一個都市區，包括了貝爾法斯特及其鄰近的衛星城市。貝爾法斯特都市區共有人口579,276人。貝爾法斯特都市區一般包括了貝爾法斯特區、卡斯爾雷區、卡里克弗格斯區、利斯本區、紐頓阿比區、北唐區六個區。